# Alexej Prochorow
Alexej Dmitrievic Prochorow (* 30. März 1990 in Sankt Petersburg, Sowjetunion) ist ein deutscher Gewichtheber.
Er nahm an den Olympischen Sommerspielen 2016 in der Klasse über 105 kg teil und belegte den 16. Platz. Auch bei den Weltmeisterschaften im Gewichtheben 2014 und 2015 ging er in dieser Klasse an den Start.
Sein Vater Dimitri Prochorow vertrat Deutschland bei den Olympischen Sommerspielen 1996 in Atlanta ebenfalls im Gewichtheben.